# Murilo Bustamante
Murilo Bustamante (ur. 30 lipca 1966 w Rio de Janeiro) – brazylijski grappler i zawodnik mieszanych sztuk walki (MMA), a także trener sportów walki. Był mistrzem świata wagi ciężkiej w brazylijskim jiu-jitsu (1999) oraz mistrzem UFC w wadze średniej (2002).  

## Sportowa kariera

### Grappling
Bustamante wywodzi się z brazylijskiego jiu-jitsu, które trenuje od 10 roku życia i w którym ma czarny pas (5 dan), otrzymany z rąk Carlsona Graciego. W 1996 roku zdobył swój pierwszy medal mistrzostw świata CBJJ (Mundial), gdy zajął 3. miejsce w wadze ciężkiej (94 kg). Trzy lata później został mistrzem świata.
Dwukrotnie startował w mistrzostwach świata ADCC. W 1999 roku doszedł do półfinału kategorii 99 kg i ćwierćfinału kategorii absolutnej. Rok później odpadł w rundzie eliminacyjnej, przegrywając w pierwszej walce.

### Mieszane sztuki walki
Pierwszą zawodową walkę stoczył w 1991 roku (wtedy jeszcze na zasadach vale tudo). Będąc niepokonanym w 6 pojedynkach z rzędu, w 2000 roku zadebiutował w UFC, największej amerykańskiej organizacji MMA − podczas gali UFC 25 poddał Japończyka Yoji Anjo. Rok później doznał swojej pierwszej porażki, gdy przegrał przez kontrowersyjną decyzję sędziów z przyszłym mistrzem UFC w wadze półciężkiej, Chuckiem Liddellem.
11 stycznia 2002 roku, na gali UFC 35 zestawiono go w walce z Dave'em Menne o mistrzostwo UFC w niedawno wprowadzonej kategorii do 84 kg. Bustamante odebrał tytuł Amerykaninowi, pokonując go przez TKO w 2. rundzie. 5 miesięcy później obronił pas, zwyciężając przez poddanie z Mattem Lindlandem. Wkrótce potem zrezygnował jednak z niego i skuszony lepszą ofertą finansową nawiązał współpracę z ówcześnie najsilniejszą organizacją MMA na świecie, PRIDE Fighting Championships. Zadebiutował w niej w sierpniu 2003 roku, gdy zastąpił kontuzjowanego klubowego kolegę, Ricardo Aronę, w ćwierćfinale turnieju PRIDE Middleweight Grand Prix 2003 (do 93 kg). Mimo zaledwie 5 dni przygotowań, stoczył wyrównaną walkę z Quintonem Jacksonem, którą ostatecznie przegrał przez niejednogłośną decyzję. Cztery miesiące później starł się z innym Amerykaninem, Danem Hendersonem w walce rezerwowej tego turnieju i został przez niego znokautowany. Trzeciej porażki z rzędu doznał w sierpniu 2004 roku, gdy uległ przez decyzję Kazuhiro Nakamurze. W jej wyniku postanowił powrócić do kategorii 84 kg.
We wrześniu 2005 roku wystartował w turnieju PRIDE Welterweight Grand Prix. Awansował do finału (pokonując Japończyków Sudę i Minowę), w którym ponownie zmierzył się z Hendersonem. Do walki tej doszło 31 grudnia 2005 roku i po zaciętym boju znów tryumfował Amerykanin, tym razem przez niejednogłośną decyzję. Bustamante stoczył później jeszcze dwie walki w PRIDE, po czym w 2007 roku organizacja została przejęta przez właścicieli UFC i przestała funkcjonować. 
W sylwestrową noc 2007 roku jeszcze raz powrócił do Japonii, aby wystąpić na specjalnej gali Yarennoka!. Przegrał podczas niej przez niejednogłośną decyzję z Makoto Takimoto i wkrótce potem zakończył zawodniczą karierę. Po ponad 2-letniej przerwie, w wieku 43 lat postanowił ją jednak wznowić. W lipcu 2010 roku na gali Impact FC 2 w Sydney zmierzył się z 17 lat młodszym od siebie Amerykaninem Jessem Taylorem. Bustamante poddał walkę w 2. rundzie z powodu problemów z błędnikiem (cierpi na jego chroniczne zapalenie). W marcu 2012 roku odniósł pierwsze od 2007 roku zwycięstwo, gdy na brazylijskiej gali AFC 2 pokonał na punkty Dave'a Menne w walce będącej rewanżem za ich pojedynek sprzed 10 lat o mistrzostwo UFC.

## Kariera trenerska
W 2000 roku odszedł z akademii swojego mistrza, Carlsona Graciego. Wraz z innymi utytułowanymi grapplerami, Luisem Duarte i Mario Sperrym, założył w Rio de Janeiro własną, pod nazwą Brazilian Top Team. W krótkim czasie BTT stał się jednym z najsilniejszych klubów BJJ i MMA na świecie. W jego szeregach walczyli tacy zawodnicy jak  Alexandre Nogueira, Antônio Rodrigo Nogueira, Antônio Rogério Nogueira, Ricardo Arona, Fernando Pontes czy Paulo Filho, a Bustamante sprawował w nim funkcję głównego trenera. BTT był silnie powiązany z japońskim rynkiem MMA, więc wraz z upadkiem PRIDE FC, znalazł się w problemach finansowych. Większość czołowych zawodników opuściła go, odeszli też Sperry i Duarte. Bustamante został jedynym właścicielem klubu i nadal go prowadzi. Do jego najbardziej utytułowanych wychowanków należy zawodnik UFC, Rousimar Palhares. 

## Osiągnięcia
Mieszane sztuki walki:
- 2005: PRIDE Welterweight Grand Prix − 2. miejsce
- 2002: mistrz UFC w wadze średniej (84 kg)

Brazylijskie jiu-jitsu:
- 1999: Mistrzostwa Świata CBJJ − 1. miejsce w kategorii czarnych pasów w wadze ciężkiej
- 1999: Mistrzostwa Brazylii − 1. miejsce w kategorii absolutnej
- 1998: Mistrzostwa Świata CBJJ – 3. miejsce w kategorii czarnych pasów w wadze ciężkiej oraz 3. miejsce w kat. absolutnej
- 1996: Mistrzostwa Świata CBJJ – 3. miejsce w kategorii czarnych pasów w wadze ciężkiej (94 kg)